# Медал за храброст (Съветски съюз)
Медалът „За храброст“ (на руски: Медаль «За отвагу») първоначално е съветско отличие, учредено на 18 октомври 1936 г. Медалът се присъжда на членове на съветските въоръжени сили, предимно от армията, флота, граничните войски и вътрешните войски, а в изключителни случаи и на граждански лица за проявена лична храброст при защитата на отечеството. Медалът е връчван около 26 000 пъти по време на съветско-финландската зимна война и около 4 милиона пъти по време на Великата отечествена война от 1941 до 1945 г.
Медалът за храброст е въведен отново от Русия на 2 март 1994 г. в ново издание като награда, почти идентичен с изключение на шрифта на СССР.

## Външен вид и стил на носене
Сребърният медал с диаметър 37 мм показва танк Т-28 на лицевата си страна и три самолета, летящи на запад в небето. Между или отдолу е триредовият, вдлъбнат, релефен и боядисан с червена боя надпис За / отвагу / СССР (За / Храброст / Съюз на съветските социалистически републики). Реверът, от друга страна, е гладък и показва релефен номер на наградата.
Медалът се носи в горната лява част на гърдите на наградения върху удължена петоъгълна закопчалка, покрита с плат, чийто основен цвят е сив. Подгъвът му е светлосин. Съответната междинна скоба е със същото качество.